# Kurt Eklöf
Kurt Gustaf Adolf Eklöf, född den 22 april 1925 i Örebro Olaus Petri församling, Örebro, död 3 juli 1995 i Sollentuna församling, Stockholms län, var en svensk bankman.

## Biografi
Eklöf avlade 1952 fil.lic.-examen vid Uppsala universitet. 
Följande år gifte han sig med översättaren Margareta Eklöf.
Efter att ha varit anställd vid Industriens Utredningsinstitut och Commonwealth Bank of Australia kom han 1956 till Sveriges riksbank där han var vice riksbankschef 1979–1989. Han var också exekutivdirektör vid Internationella valutafonden (IMF) 1964–1966 och styrelseledamot i Exportkreditnämnden, Stockholms fondbörs och Postverket. Eklöf är begravd på Solna kyrkogård.